# Claopodium undulatifolium
Claopodium undulatifolium là một loài rêu trong họ Thuidiaceae. Loài này được Sakurai mô tả khoa học đầu tiên năm 1933.
Danh pháp khoa học của loài này chưa được làm sáng tỏ. 